# Cal Pigat
Cal Pigat és una obra barroca de Sant Joan Despí (Baix Llobregat) inclosa a l'Inventari del Patrimoni Arquitectònic de Catalunya.

## Descripció
Edifici de planta rectangular. Format per planta baixa, pis i golfes. Porta dovellada, balcons al primer pis de forja i rajola (verda i blanca) per sota les balconeres. Al pis superior s'observen finestres de doble fulla exemptes. Teulada a dues vessants. Al lateral esquerre hi té un cos adossat. A la planta baixa s'obren finestres reixades.

## Història
Aquesta casa fou afectada l'any 1972 per la construcció de l'autopista A-2. El haver de quedar a una distància respecte a l'A-2 s'havia d'enretirar i es decidí seccionar la façana.